# Вайгаузен
Вайгаузен (нім. Weyhausen) — громада в Німеччині, розташована в землі Нижня Саксонія. Входить до складу району Гіфгорн. Складова частина об'єднання громад Больдеккер-Ланд.
Площа — 7,98 км2. Населення становить 2610 ос. (станом на 31 грудня 2021).

## Галерея

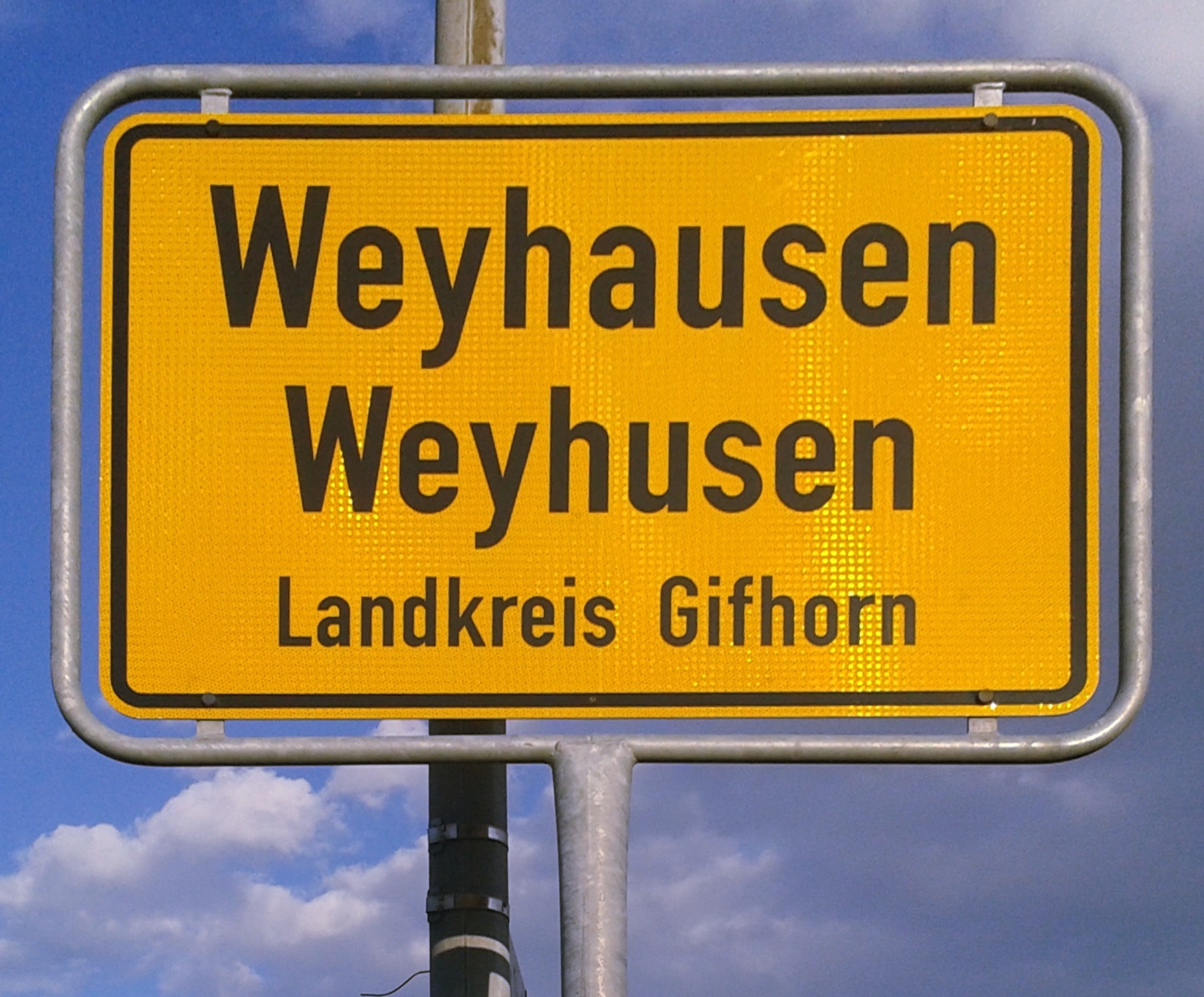